# Chuck Norris versus comunism
Chuck Norris versus Communism („Chuck Norris împotriva comunismului”) este un film documentar românesc din 2015 regizat de Ilinca Călugăreanu. Rolurile principale au fost interpretate de actorii: Irina Margareta Nistor, Ana Maria Moldovan, Dan Chiorean.

## Prezentare

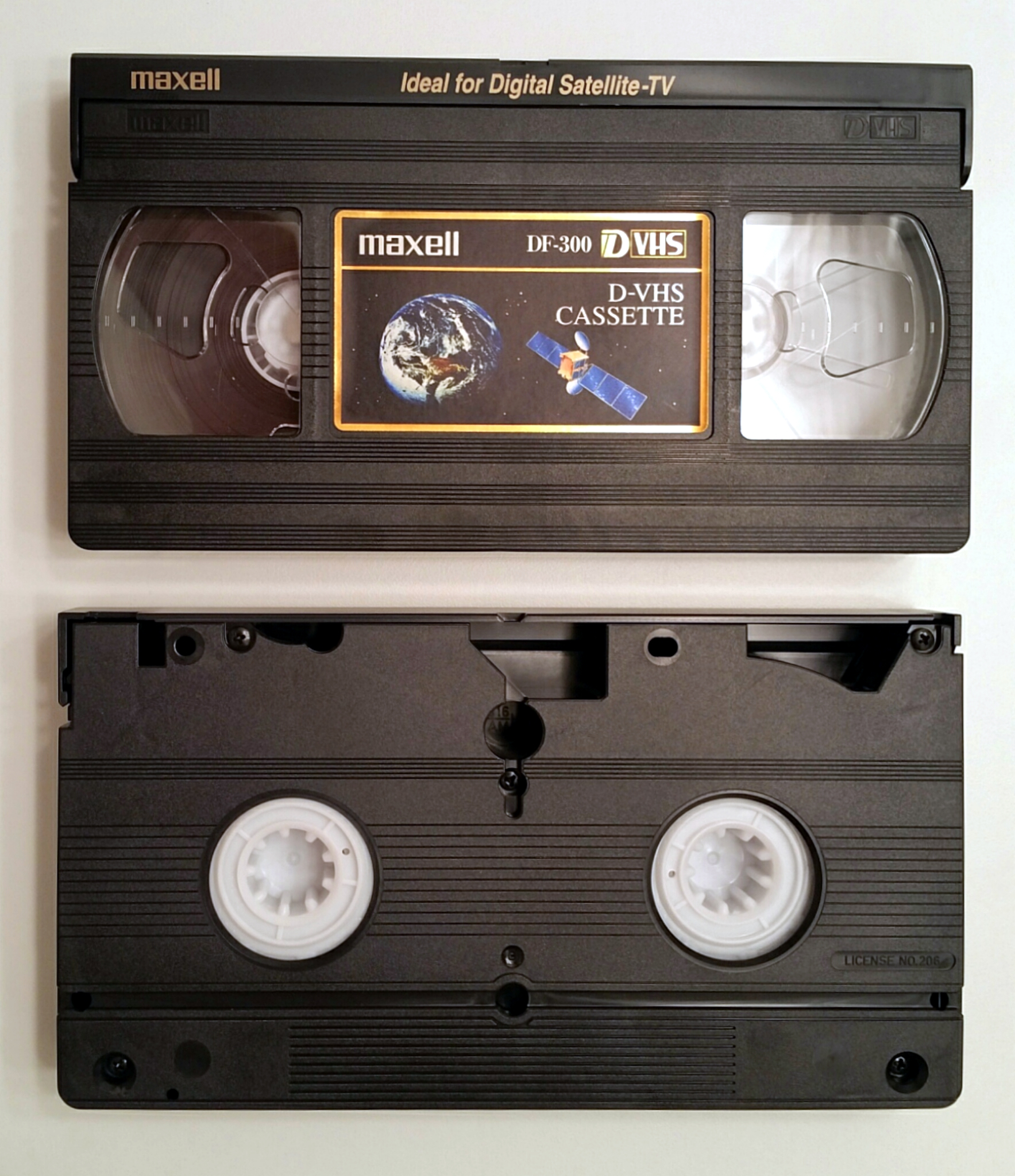
Exemplu de casetă-video de tip D-VHS

Documentarul este despre difuzarea ilegală de filme americane de acțiune și cu temă religioasă pe casete VHS în România, în perioada de la sfârșitul anilor 1970 până la 1989. Această inițiativă a contribuit, potrivit realizatorilor, la prăbușirea comunismului din țară și la sfârșitul conducerii lui Nicolae Ceaușescu. Documentarul reconstituie întâmplări și prezintă interviuri cu cetățeni români, între care Irina-Margareta Nistor, cea care a dublat filmele străine în română, Mircea Cojocaru, un alt traducător și Teodor Zamfir, cel care introducea filmele în țară.
În film mai apar oameni care distribuiau în țară filme și găzduiau vizionări, printre aceștia Silviu Prigoană, Mariana Comanaru, Voichița Toader dar și persoane care au vizionat acele filme precum criticul de film Tudor Caranfil, actorii Ioan Gyuri Pascu și Doru Ana, cineastul Adrian Sitaru, realizatorii de radio Mihai Dobrovolschi și Vlad Craioveanu, sau scriitorul Marius Chivu.

## Producție
Coproducția Marea Britanie-România-Germania, filmul a fost produs de regizorul american Brett Ratner și filmat la Cluj și București.  Filmul a fost finanțat și prin strângere de fonduri (crowdfunding) pe platforma IndieGoGo.

## Lansare
Filmul a avut premiera în 2015 la festivalul Sundance, fiind și filmul de debut al regizoarei Ilinca Călugăreanu. În Europa a fost proiectat prima oară la Festivalul de film de la Edinburgh.

## Distribuție
Distribuția filmului este alcătuită din:
- Valentin Oncu — Mircea
- Almasi Attila — Traducător
- Liviu Bora — Ofițer de Securitate
- Cristian Stanca — Orzan
- Attila Veres — Mihai
- Florin Mircea — Mihăieș
- Petre Bacioiu — Petrulea
- Irina Margareta Nistor — ea însăși, pensionată
- Ana Maria Moldovan — tânăra Irina Nistor
- Cristian But — Dihel
- Miron Maxim — Ofițerul Petre
- Tudor Meseșan — Bogdan
- Ramona Atănăsoaie — Mătușa lui Cristi
- Matei Rotaru — Marian
- Marius Muntean — Milițian
- Ileana Negru — Doamna Urse
- Paul Socol — Barbu
- Vlad Corb — Cristi
- Elena Ivanca — Doamna Cristea
- Vlad Călugareanu — Paul
- Cătălin Herlo — Sterie
- Dan Chiorean — Teodor Zamfir